# 岳阳市第一中学
岳阳市第一中学是湖南省岳阳市公办高级中学，由岳郡联立中学、岳郡联立师范学校、国立（省立）第十一中学三校合并而成，是湖南省首批挂牌的重点中学。岳阳市一中俯瞰洞庭，遥望君山，与岳阳楼比肩而邻，隔街相望。校内绿树成荫，环境优雅，是省、市“园林式”单位和“花园式”学校。

## 概况
- 所在地：湖南省岳阳市岳阳楼区洞庭北路124号
- 创立年：1903年
- 校长：廖炳晔

## 文化
- 校训：忠义、切实、勤劳
- 校风：朴实、严谨、团结、进取
- 教风：务实、求精、创新、爱生
- 学风：勤奋、诚实、活泼、向上

## 著名毕业生
- 何长工：原政务院重工业部部长、全国政协副主席
- 曹瑛：原长沙市委书记、全国政协常委
- 刘正：原湖南省省长、省政协主席
- 王克英：原湖南省政协主席
- 甘国平：国家工商总局副局长
- 龚平秋：原广西壮族自治区军区政委、少将
- 方慰山
- 陈文新：中国科学院院士、土壤微生物学家[2]
- 李根
- 李渔村：作家
- 刘骁：2022年冬奥会奖牌核心设计师。[3]